# Aziatische kampioenschappen indooratletiek
De Aziatische kampioenschappen Indooratletiek, zijn een atletiek evenement dat sinds 2004 elke twee jaar in Azie wordt georganiseerd door de Asian Athletics Association.

## Edities
| Jaar | Gaststad | Gastland   | Locatie                                             | Winnaar medailles                  |
| ---- | -------- | ---------- | --------------------------------------------------- | ---------------------------------- |
| 2004 | Teheran  | Iran       | Aftab Enghelab-complex                              | China                              |
| 2006 | Pattaya  | Thailand   | Indoor atletiekstadion                              | Kazachstan                         |
| 2008 | Doha     | Qatar      | ASPIRE-koepel                                       | India                              |
| 2010 | Teheran  | Iran       | Aftab Enghelab-complex                              | Iran                               |
| 2012 | Hangzhou | China      | Atletiekhal voor beroeps- en technische hogescholen | China                              |
| 2014 | Hangzhou | China      | Atletiekhal voor beroeps- en technische hogescholen | Qatar                              |
| 2016 | Doha     | Qatar      | ASPIRE-koepel                                       | Qatar                              |
| 2018 | Teheran  | Iran       | Aftab Enghelab-complex                              | Kazachstan                         |
| 2020 | Hangzhou | China      | Afgelast vanwege COVID-19 pandemie                  | Afgelast vanwege COVID-19 pandemie |
| 2023 | Astana   | Kazachstan | Sportpaleis Kazachstan                              | Japan                              |
| 2024 | Teheran  | Iran       | Aftab Enghelab-complex                              | China                              |

## Kampioenschapsrecords
Mannen
| Onderdeel            | Record       | Atleet                                                                                     | Land          | Datum               | Editie           |
| -------------------- | ------------ | ------------------------------------------------------------------------------------------ | ------------- | ------------------- | ---------------- |
| 60 m                 | 6.51 (NR)    | Hassan Taftian                                                                             | Iran          | 1 februari 2018     | 2018, Iran       |
| 200 m*               | 21.56        | Tomoyuki Arai                                                                              | Japan         | 7 februari 2004     | 2004, Iran       |
| 400 m                | 45.88        | Abdalelah Haroun                                                                           | Qatar         | 20 februari 2016    | 2016, Qatar      |
| 800 m                | 1:48.92      | Musaeb Abdulrahman Balla                                                                   | Qatar         | 21 februari 2016    | 2016, Qatar      |
| 1500 m               | 3:36.35 (NR) | Mohamad Al-Garni                                                                           | Qatar         | 20 februari 2016    | 2016, Qatar      |
| 3000 m               | 7:39.23      | Mohamad Al-Garni                                                                           | Qatar         | 21 februari 2016    | 2016, Qatar      |
| 5000 m snelwandelen* | 22:12.27     | Amir Kheirgoo                                                                              | Iran          | 8 februari 2004     | 2004, Iran       |
| 60 m horden          | 7.60         | Abdulaziz Al-Mandeel                                                                       | Koeweit       | 21 februari 2016    | 2016, Qatar      |
| hoogspringen         | 2.38 m       | Mutaz Essa Barshim                                                                         | Qatar         | 1 februari 2018     | 2018, Iran       |
| polsstokspringen     | 5.75 m       | Huang Bokai                                                                                | China         | 20 februari 2016    | 2016, Qatar      |
| verspringen          | 8.24 m       | Mohammed Al-Khuwalidi                                                                      | Saoedi-Arabië | 16 februari 2008    | 2008, Qatar      |
| hink-stap-springen   | 17.20 m      | Fang Yaoqing                                                                               | China         | 10 februari 2023    | 2023, Kazachstan |
| kogelstoten          | 19.78 m      | Zhang Jun                                                                                  | China         | 19 februari 2012    | 2012, China      |
| zevenkamp            | 5928 punten  | Dmitriy Karpov                                                                             | Kazachstan    | 18-19 februari 2012 | 2012, China      |
| 4 x 400 m estafette  | 3:08.20      | Mohamed Nasir Abbas, Musaeb Abdulrahman Balla, Abubaker Haydar Abdalla en Abdalelah Haroun | Qatar         | 21 februari 2016    | 2016, Qatar      |

*Deze discipline is momenteel geen onderdeel meer van de kampioenschappen
Vrouwen
| Onderdeel            | Record           | Atleet                                                                  | Land        | Datum            | Editie           |
| -------------------- | ---------------- | ----------------------------------------------------------------------- | ----------- | ---------------- | ---------------- |
| 60 m                 | 7.20             | Liang Xiaojing                                                          | China       | 2 februari 2018  | 2018, Iran       |
| 200 m*               | 23.91            | Xie Rong                                                                | China       | 7 februari 2004  | 2004, Iran       |
| 400 m                | 51.67            | Kemi Adekoya                                                            | BRN         | 20 februari 2016 | 2016, Qatar      |
| 800 m                | 2:03.43          | Sinimole Paulose                                                        | India       | 16 februari 2008 | 2008, Qatar      |
| 1500 m               | 4:15.42          | Sinimole Paulose                                                        | India       | 14 februari 2008 | 2008, Qatar      |
| 3000 m               | 8:43.16 (NR)     | Maryam Yusuf Jamal                                                      | BRN         | 16 februari 2014 | 2014, China      |
| 3000 m snelwandelen* | 14:54.15         | Jasmin Kaur                                                             | India       | 6 februari 2004  | 2004, Iran       |
| 60 m horden          | 8.01             | Masumi Aoki                                                             | Japan       | 12 februari 2023 | 2023, Kazachstan |
| hoogspringen         | 1.96 m           | Svetlana Radzivil                                                       | Oezbekistan | 16 februari 2014 | 2014, China      |
| polsstokspringen     | 4.70 m (AR)      | Li Ling                                                                 | China       | 19 februari 2016 | 2016, Qatar      |
| verspringen          | 6.64 m           | Sumire Hata                                                             | Japan       | 12 februari 2023 | 2023, Kazachstan |
| hink-stap-springen   | 14.32 m          | Olga Rypakova                                                           | Kazachstan  | 20 februari 2016 | 2016, Qatar      |
| kogelstoten          | 18.37 m          | Liu Xiangrong                                                           | China       | 18 februari 2012 | 2012, China      |
| vijfkamp             | 4582 punten (AR) | Olga Rypakova                                                           | Kazachstan  | 10 februari 2006 | 2006, Thailand   |
| 4 x 400 m estafette  | 3:35.07 (AR)     | Alwa Eid Naserand, Uwaseun Yusuf Jamal, Iman Essa Jasim en Kemi Adekoya | BRN         | 21 februari 2016 | 2016, Qatar      |

*Deze discipline is momenteel geen onderdeel meer van de kampioenschappen
Bijgewerkt tot en met 2023